# الکترود استاندارد هیدروژن
الکترود استاندارد هیدروژن (به انگلیسی: SHE:Standard hydrogen electrode) مرجعی برای سنجش پتانسیل فعالیت مواد گوناگون نسبت به همدیگر است. این استاندارد ازین‌رو بکار می‌رود که پتانسیل مواد را نمی‌توان به صورت مستقیم و مطلق اندازه گرفت و بنابراین اندازن‌گیری باید نسبت به مرجعی باشد.

برای اندازه‌گیری پتانسیل استاندارد یک ماده بایستی بدین گونه رفتار کرد:
نیم‌پیل استاندارد هیدروژن متشکل از یک تیغه پلاتینی در محلول اسیدی که اکتیویته H+‎ در آن برابر 1 است و هیدروژن با فشار یک اتمسفر بدرونش دمیده می‌شود را ایجاد کرد. به‌طور قراردادی پتانسیل این نیم‌پیل برابر صفر است.
نیم‌پیل استاندارد ماده که از محلول آبی آن ماده دارای تنها یون M+‎ است و اکتیویته‌اش برابر 1 است، تشکیل شده‌است.
با قراردادن ولت‌متر، اختلاف پتانسیل که همان پتانسیل ماده است بدست می‌آید. این عدد را با VSHE یا ESHE نشان می‌دهند.
| ماده      | نشان | واکنش              | پتانسیل(ولت) |
| --------- | ---- | ------------------ | ------------ |
| طلا       | Au   | Au → Au3+ + 3 e-‎   | 1.498        |
| کروم      | Cr   | Cr6+ → Cr3+ + 3 e-‎ | 1.33         |
| '         |      | O2 + 4 H+ → 2 Ho 2‎ | 1.23         |
| نقره      | Ag   | Ag → Ag+ + 1 e-‎    | 0.80         |
| '         |      | Fe3+ → Fe2+ + 1 e-‎ | 0.77         |
| مس        | Cu   | Cu → Cu2+ + 2 e-‎   | 0.33         |
| هیدروژن   | H2   | H2 → 2 H+ + 2 e-‎   | صفر          |
| آهن       | Fe   | Fe → Fe2+ + 2 e-‎   | 44/0-        |
| روی       | Zn   | Zn → Zn2+ + 2 e-‎   | 76/0-        |
| آلومینیوم | Al   | Al → Al3+ + 3 e-‎   | 66/1-        |
| منیزیم    | Mg   | Mg → Mg2+ + 2 e-‎   | 24/2-        |

برای دیدن فهرست کامل‌تر اینجا را ببینید.